# Вількенси (Плоцький повіт)
Вількенси (пол. Wilkęsy) — село в Польщі, у гміні Дробін Плоцького повіту Мазовецького воєводства.
Населення — 72 особи (2011).
У 1975-1998 роках село належало до Плоцького воєводства.

## Демографія
Демографічна структура станом на 31 березня 2011 року:
|          | Загалом | Допрацездатний вік | Працездатний вік | Постпрацездатний вік |
| -------- | ------- | ------------------ | ---------------- | -------------------- |
| Чоловіки | 39      | 9                  | 27               | 3                    |
| Жінки    | 33      | 7                  | 20               | 6                    |
| Разом    | 72      | 16                 | 47               | 9                    |